# Scarab Peak
Der Scarab Peak ist markanter und 3160 m hoher Berg im ostantarktischen Viktorialand. In der Mesa Range ragt er 3 km nordöstlich des Mount Frustum am südöstlichen Ende des Tobin Mesa auf.
Die Nordgruppe einer von 1962 bis 1963 dauernden Kampagne im Rahmen der New Zealand Geological Survey Antarctic Expedition benannte ihn deskriptiv nach seiner Ähnlichkeit mit einem Blatthornkäfer (Scarabaeidae).